# Distretto di Ticllos
Il distretto di Ticllos è un distretto del Perù nella provincia di Bolognesi (regione di Ancash) con 978 abitanti al censimento 2007 dei quali 918 urbani e 60 rurali.
È stato istituito il 2 gennaio 1857.